# Paolo da Caylina il Giovane
Paolo Caylina, detto il Giovane (Brescia, 1485 circa – 1545 circa), è stato un pittore italiano.

## Biografia

Coro delle monache del monastero di Santa Giulia a Brescia, 1527.

Paolo Caylina, detto il giovane per distinguerlo dallo zio, pittore anch'esso, nasce a Brescia intorno al 1485. Nel 1503-1504 è procuratore a Milano e Pavia dell'illustre zio Vincenzo Foppa, di cui poi sarà erede ed esecutore testamentario.
La sua attività iniziale si svolge a Ferrara per la committenza estense, dove è documentato tra 1506 e 1507. Il suo catalogo e la cronologia delle sue opere è problematica per la mancanza di appigli documentari certi, ma si può ricostruire in base soprattutto ai suoi cambiamenti stilistici. Quindi le prime opere sono ricche di rimandi a Foppa e Bergognone e Vincenzo Civerchio. Capitolo notevole della sua produzione è il polittico della Deposizione nella chiesa di Sant'Angela Merici.
Stranamente, non è annoverato tra i partecipanti alla riunione del Collegio dei pittori di Brescia del 19 aprile 1517.
Nel 1527 è impegnato in quella che è tra le sue opere più notevoli, gli affreschi del coro delle monache del monastero di Santa Giulia, eseguiti in collaborazione con il conterraneo Floriano Ferramola a Brescia. Terminata l'opera nel 1527, dopo la morte del Ferramola, riceve l'incarico di decorare la cappella della Vergine nella sottostante chiesa di San Salvatore, per la quale esegue il ciclo con le Storie della Vergine e dell'infanzia di Cristo.
La produzione successiva è aggiornata sui grandissimi contemporanei Moretto, Girolamo Romanino e Callisto Piazza, tra questi lavori da annoverare gli affreschi di san Salvatore e san Giovanni Evangelista a Brescia e le ante d'organo con la fustigazione e il Martirio dei santi Nazaro e Celso in San Nazaro e Celso a Brescia e le Storie della Passione nella Pinacoteca Tosio Martinengo.
Tra 1530 e 1532 si collocano gli affreschi di san Giovanni di Edolo in Valcamonica e il suo soggiorno in Valtellina.
Le opere valtellinesi, di cui bisogna ricordare gli affreschi nella chiesa di Sant'Antonio al Combo di Bormio e il polittico di San Giorgio a Grosio con le Storie di santa Caterina da Siena, sono le ultime degne di nota della produzione dell'artista, che diventerà ripetitiva e priva di pregnanza narrativa e vigore espressivo. La sua eredità in Valtellina sarà raccolta soprattutto dal pittore locale Cipriano Valorsa e dai suoi comprimari.

## Opere
Altre sue opere sono:
- San Francesco e un devoto a Brescia[4].
- Affreschi presso il monastero di Serle[5].
- Sacra Conversazione dei santi Siro e Lucia con la Madonna, il Bambino e sant'Anna, Pala nella chiesa parrocchiale di Castel Mella.
- Adorazione della Croce con i santi Costantino, Elena e Silvestro (attribuito), 1514, chiesa di Santa Croce, Brescia.
- Natività e Adorazione dei Magi nel polittico della Madonna della Misericordia, 1520 circa, chiesa di Sant'Agata, Brescia[6].
- Policromia del Crocifisso di Botticino di Maffeo Olivieri, Museo diocesano, Brescia.
- Affreschi entro il complesso monumentale della Santissima di Gussago.
- Pala di San Girolamo nella basilica di Santa Maria delle Grazie, 1541